# グウェン・ステファニー
グウェン・ルネイ・ステファニー（Gwen Renée Stefani、1969年10月3日 - ）は、アメリカ合衆国の女性歌手。スカパンクバンド、ノー・ダウトのボーカリストでもある。夫はブレイク・シェルトン。
Stefani とはイタリア系のファミリーネームであり、実際には「ステファーニ」と発音する（）。 Stephanie（ステファニー）という女性のファーストネームとは全くの別物である。日本での愛称は「グウェンちゃん」、または「グウェン姉さん」。

## 来歴

### 生い立ち
カリフォルニア州オレンジ郡フラートンにて、イタリア系の父親とアイルランド系及びスコットランド系の母親の間に生まれる。隣接するアナハイムにあるロアラ高校に通い、その後、カリフォルニア州立大学フラトン校卒業。

### 音楽活動

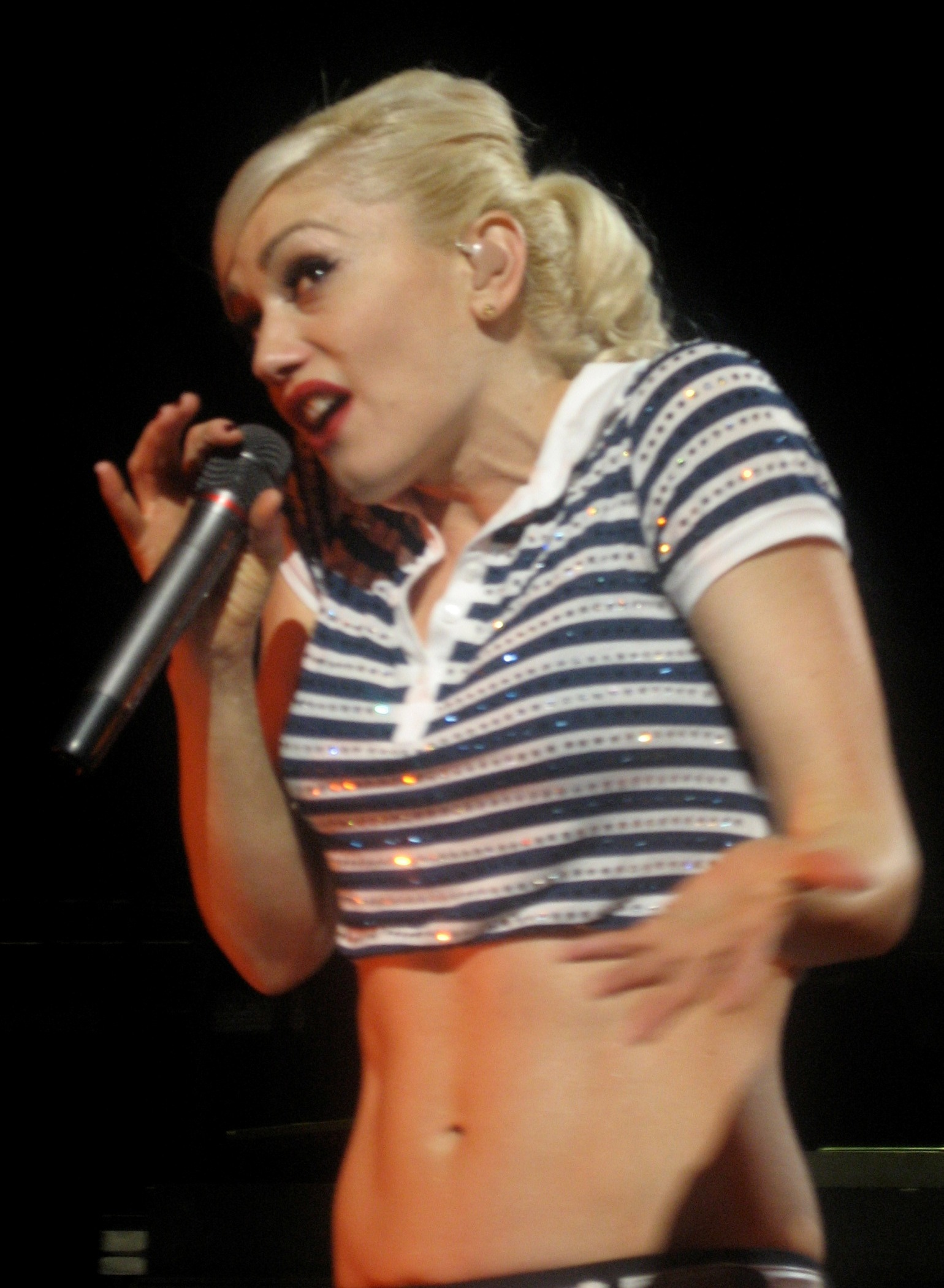
2007年

十代の頃に、実の兄とバンドを組んだのがきっかけで音楽活動を始める。
1992年にノー・ダウトのボーカルとしてアルバムデビュー。1995年の「Tragic Kingdom」がヒットした。
2001年にはU2のエレベーションツアーで前座を務めラスベガス公演ではゲストとしてライブに参加している。
この前後から女性ラッパーのEVEやテクノミュージシャンのモービーの作品への客演をこなす等、バンドの活動と平行してソロ名義での活動を推し進めて行くようになる。
2004年、初のソロアルバム『ラヴ.エンジェル.ミュージック.ベイビー. (Love. Angel. Music. Baby.)』を発表した。
グウェンは大の日本びいきで、特に原宿を好み、このアルバムにも原宿に集まる女性からインスパイアされた「原宿ガールズ (Harajuku Girls)」や「What You Waiting For?」、「Rich Girl」という曲がある。曲中には日本語（和モノ、ホコ天、美少女、ヒステリックグラマー、東京、大阪など）が使われている。
同年10月にセカンドアルバム『The Sweet Escape』をリリース。メインプロデューサーはファレル・ウイリアムス。
日本のオリコンチャートでは週間アルバムチャートで初のトップ10入りを果たすなど、日本でも大きなヒットとなった。
先行シングルである「Wind It Up」（邦題「グウェン姐さんのねじ巻き行進曲」）は、映画『サウンド・オブ・ミュージック』の劇中歌である「ひとりぼっちの羊飼い（Lonely Goatherd）」を大胆にサンプリングした非常にアグレッシブな曲である。プロモーションビデオも『サウンド・オブ・ミュージック』を意識して作られている。
現在ノー・ダウトは彼女以外のメンバーで新作アルバムを製作中である。

### その他の活動
シンガーとしてだけでなく、モデル並みのスタイルの良さと、そのファッションセンスで圧倒的な支持を得ている。「L.A.M.B.」というファッション・ブランドも手がけている。また、2004年公開の映画『アビエイター』では往年の女優ジーン・ハーロウを演じている。

### 私生活

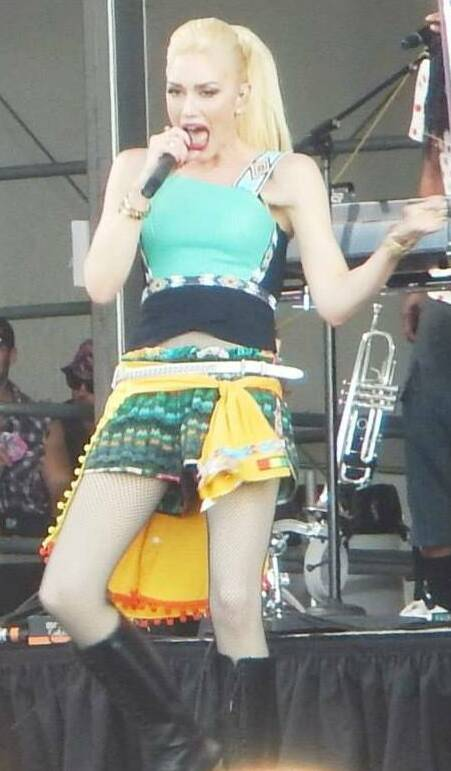
2015年

1987年から1994年まではノー・ダウトのベーシストであるトニー・カナルと交際。
2002年9月にイギリスのロックバンドブッシュのフロントマン、ギャヴィン・ロスデイルと結婚。2006年5月に第1子男児のキングストン、2008年8月に第2子男児のズーマ、2014年2月に第3子男児のアポロを出産した。2015年8月3日に離婚を発表した。
2021年7月3日にカントリー歌手のブレイク・シェルトンと再婚した。

## 特徴
- ノー・ダウトのボーカルとしてロックに携わってきた彼女だが、同じくバンドのメンバーであるトニー・カナル同様、初期のマドンナやプリンスといった1980年代のポップソングに愛着があるらしく、それがアルバムづくりにも反映されている。
- 衣装や歌手としてのスタイルなどをマドンナと比較されることがあり、マドンナ本人からは「グウェンは私のスタイルを真似ている」と言われた事があるというが、実はマドンナとは遠い親戚であるらしく、仲が良いという情報もある[6]。
- 本人曰く、「後から楽曲に色々なものを付け足すタイプ」。シングル「Wind It Up」を見てもそれが顕著に現れている。しかし、この曲のプロデューサーであるファレル・ウイリアムスはシンプルな楽曲を好み、とりわけサンプリングを嫌うため、「Wind It Up」のマッシュアップが中々納得できなかったという。
- 東日本大震災で被害を被った日本を支援するため、100万ドル（約8,100万円）も寄付。「日本には長年インスパイアされてきました。心から愛しています。日本の人々、文化を高く評価し尊敬しています。今回の震災は、辛すぎて胸が張り裂けそう。私ができることなら何でもしたいと思っています。ファンの皆さんが、愛とサポートをしてくださったから、私も誠意を示すことができるのです」とコメントしている。同年6月7日、カリフォルニアのカルヴァーシティで原宿をテーマにしたプライベート・チャリティー・ティーパーティーを開き、12万ドル（約960万円）の支援金を集めた[7]。
- 2023年1月10日発売のファッション誌『アルーア（英語版）』のインタビューにおいて、日本の文化のスーパーファンであると自称する自身が、日本から受けた影響について語る中で、訪日した際に受けたインスピレーションについて、「マイゴッド、私は日本人で、そのことを知らなかった」と発言したことが、かねてから文化の盗用ではないかと指摘されていたため、物議を醸した[8]。

## ディスコグラフィ

### アルバム
| 年   | タイトル                          | アルバム詳細                                                                                                | チャート最高位 | チャート最高位 | チャート最高位 | チャート最高位 | チャート最高位 | チャート最高位 | チャート最高位 | チャート最高位 | チャート最高位 | チャート最高位 | 認定 |
| 年   | タイトル                          | アルバム詳細                                                                                                | US             | AUS            | AUT            | CAN            | GER            | NOR            | NZ             | SWE            | SWI            | UK             | 認定 |
| ---- | --------------------------------- | --- | -------------- | -------------- | -------------- | -------------- | -------------- | -------------- | -------------- | -------------- | -------------- | -------------- | --- |
| 2004 | Love. Angel. Music. Baby.         | - 発売日: 2004年11月23日 - レーベル: Interscope - フォーマット: CD, digital download - 全米売上: 400万枚    | 5              | 1              | 12             | 3              | 11             | 6              | 5              | 8              | 17             | 4              | - US: 3× プラチナ - AUS: 5× プラチナ - AUT: ゴールド - CAN: 5× プラチナ - GER: ゴールド - NOR: プラチナ - NZ: 2× プラチナ - SWE: ゴールド - SWI: ゴールド - UK: 3× プラチナ |
| 2006 | The Sweet Escape                  | - 発売日: 2006年12月5日 - レーベル: Interscope - フォーマット: CD, digital download - 全米売上: 173.3万枚   | 3              | 2              | 18             | 3              | 17             | 5              | 4              | 19             | 8              | 14             | - US: プラチナ - AUS: 2× プラチナ - CAN: 2× プラチナ - GER: ゴールド - NOR: ゴールド - NZ: プラチナ - SWI: プラチナ - UK: プラチナ                                          |
| 2016 | This Is What the Truth Feels Like | - 発売日: 2016年3月18日 - レーベル: Interscope - フォーマット: CD, LP, digital download - 全米売上: 7.6万枚 | 1              | 6              | 38             | 3              | 40             | 40             | 15             | 46             | 10             | 14             | |

### シングル
| 年                                        | タイトル                                      | チャート最高位 | チャート最高位 | チャート最高位 | チャート最高位 | チャート最高位 | チャート最高位 | チャート最高位 | チャート最高位 | チャート最高位 | チャート最高位 | チャート最高位 | 認定                                                                                             | 収録アルバム                      |
| 年                                        | タイトル                                      | US             | AUS            | AUT            | CAN            | GER            | NLD            | NOR            | NZ             | SWE            | SWI            | UK             | 認定                                                                                             | 収録アルバム                      |
| ----------------------------------------- | --------------------------------------------- | -------------- | -------------- | -------------- | -------------- | -------------- | -------------- | -------------- | -------------- | -------------- | -------------- | -------------- | ------------------------------------------------------------------------------------------------ | --------------------------------- |
| 2004                                      | What You Waiting For?                         | 47             | 1              | 7              | 24             | 22             | 7              | 3              | 3              | 6              | 17             | 4              | - US: ゴールド - AUS: 2× プラチナ - NOR: ゴールド - SWE: ゴールド - UK: シルバー                 | Love. Angel. Music. Baby.         |
| 2004                                      | Rich Girl (featuring Eve)                     | 7              | 2              | 10             | 12             | 14             | 3              | 2              | 3              | 4              | 6              | 4              | - US: ゴールド - AUS: プラチナ - NZ: ゴールド - SWE: ゴールド                                    | Love. Angel. Music. Baby.         |
| 2005                                      | Hollaback Girl                                | 1              | 1              | 5              | 12             | 3              | 8              | 6              | 3              | 7              | 6              | 8              | - US: プラチナ - AUS: プラチナ - NZ: ゴールド - UK: シルバー                                     | Love. Angel. Music. Baby.         |
| 2005                                      | Cool                                          | 13             | 10             | 15             | 1              | 20             | 6              | 16             | 9              | —              | 24             | 11             |                                                                                                  | Love. Angel. Music. Baby.         |
| 2005                                      | Luxurious (featuring Slim Thug)               | 21             | 25             | 66             | 10             | 65             | 31             | —              | 17             | —              | 39             | 44             |                                                                                                  | Love. Angel. Music. Baby.         |
| 2006                                      | Crash                                         | 49             | —              | —              | —              | —              | —              | —              | —              | —              | —              | —              |                                                                                                  | Love. Angel. Music. Baby.         |
| 2006                                      | Wind It Up                                    | 6              | 5              | 18             | —              | 21             | 4              | 7              | 1              | 20             | 14             | 3              | - AUS: ゴールド - NZ: ゴールド                                                                   | The Sweet Escape                  |
| 2006                                      | The Sweet Escape (featuring Akon)             | 2              | 2              | 6              | 2              | 6              | 5              | 2              | 1              | 13             | 10             | 2              | - AUS: 2× プラチナ - GER: ゴールド - NOR: ゴールド - NZ: ゴールド - SWE: ゴールド - UK: シルバー | The Sweet Escape                  |
| 2007                                      | 4 in the Morning                              | 54             | 9              | 18             | 17             | 18             | 14             | 14             | 5              | 30             | 18             | 22             | - AUS: プラチナ                                                                                  | The Sweet Escape                  |
| 2007                                      | Now That You Got It (featuring Damian Marley) | —              | 37             | 60             | —              | 73             | —              | 17             | 21             | —              | —              | 59             |                                                                                                  | The Sweet Escape                  |
| 2008                                      | Early Winter                                  | —              | —              | 22             | —              | 6              | —              | —              | —              | —              | 12             | —              |                                                                                                  | The Sweet Escape                  |
| 2014                                      | Baby Don't Lie                                | 46             | 53             | —              | 21             | 26             | 32             | —              | 36             | —              | —              | —              |                                                                                                  | なし                              |
| 2014                                      | Spark the Fire                                | —              | —              | —              | —              | —              | —              | —              | —              | —              | —              | —              |                                                                                                  | なし                              |
| 2015                                      | Used to Love You                              | 52             | 58             | —              | 57             | —              | —              | —              | —              | —              | —              | 157            |                                                                                                  | This Is What the Truth Feels Like |
| 2016                                      | Make Me Like You                              | 54             | 97             | —              | 62             | —              | —              | —              | —              | —              | —              | 140            |                                                                                                  | This Is What the Truth Feels Like |
| "—"は未発売またはチャート圏外を意味する。 |                                               |                |                |                |                |                |                |                |                |                |                |                |                                                                                                  |                                   |

### 客演
- ブライアン・セッツァー・オーケストラ「You're the Boss」（1998年）
- モービー「South Side」（1999年）
- プリンス「So Far, So Pleased」（1999年）
- EVE「Let Me Blow Ya Mind」（2001年）

### DVD
- Harajuku Lovers Live （2006年） 日本国内版は2007年

## 日本公演
- 2007年　　SUMMERSONIC 07
8月11日,12日　千葉幕張メッセ、大阪舞洲サマーソニック特設会場